# Tajvani pirók
A tajvani pirók (Carpodacus formosanus) a madarak osztályának verébalakúak (Passeriformes) rendjébe és a pintyfélék (Fringillidae) családjába tartozó faj.
Magyar neve forrássl nincs megerősítve.

## Rendszerezése
A fajt William Robert Ogilvie-Grant skót ornitológus írta le 1911-ben.

## Előfordulása
Délkelet-Ázsiában, Tajvan területén honos. Természetes élőhelyei a szubtrópusi vagy trópusi magaslati cserjések. Nem megfelelő életkörülmények hatására alacsonyabb részekre vonul.

## Megjelenése
A hím tollazata vörös és barna, a tojóé barna és sárga.
|  |  |

## Természetvédelmi helyzete
Az elterjedési területe nagy, egyedszáma pedig stabil. A Természetvédelmi Világszövetség Vörös listáján nem fenyegetett fajként szerepel.